# Корона Людовика XV
Корона Людовика XV — корона французских королей в 1722 — 1789 годах; единственная сохранившаяся королевская регалия старорежимной Франции.

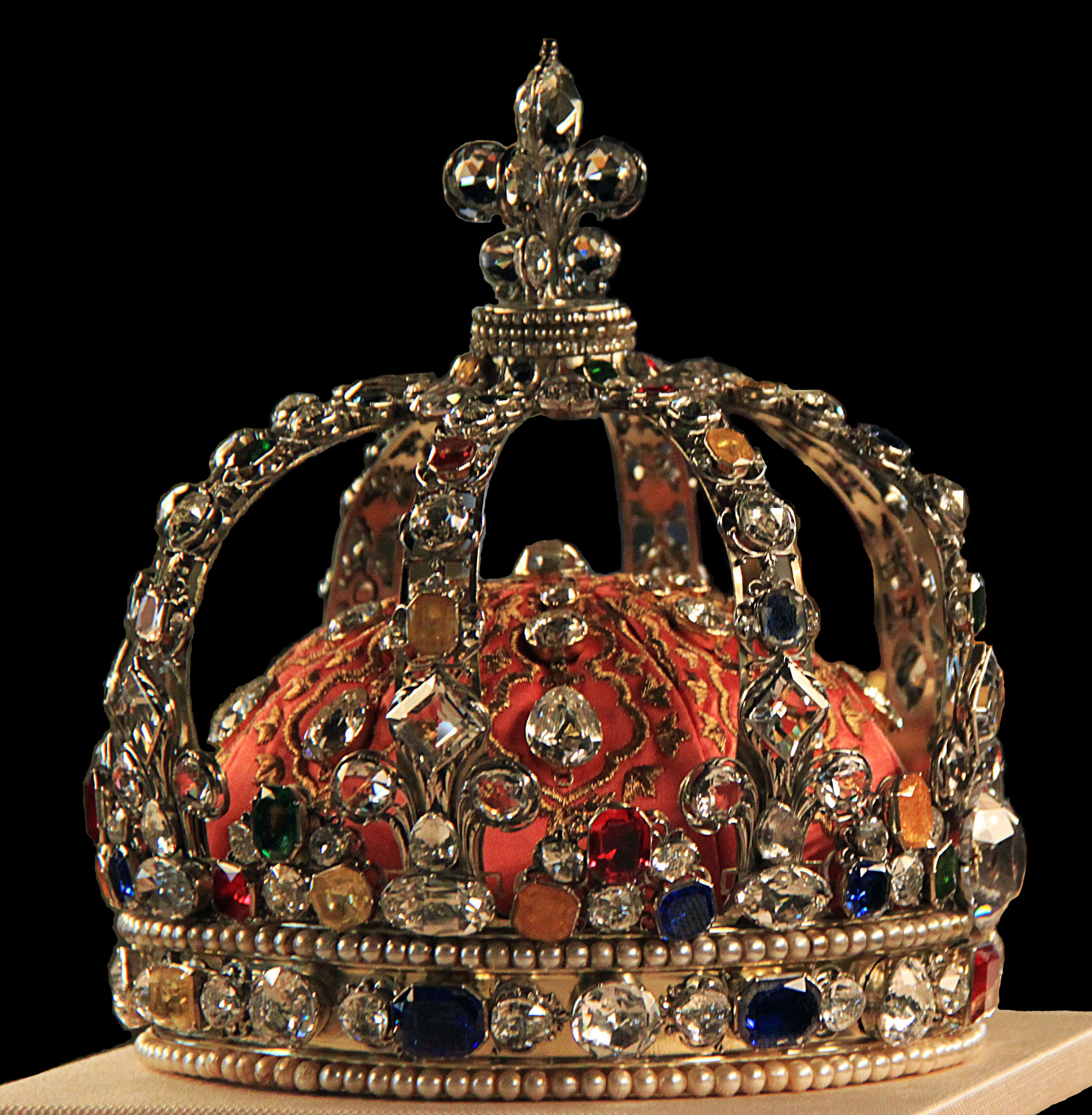
Корона Людовика XV

## История
Корона была создана для коронации малолетнего короля Людовика XV в 1722 году и должна была обладать сравнительно небольшим весом.  Для украшения короны использовались драгоценные камни из коллекции Мазарини, в том числе знаменитые алмазы «Санси» и «Регент», а также сотни других алмазов, сапфиров, изумрудов и рубинов.
После Великой Французской революции большая часть королевских драгоценностей была утрачена, однако это не коснулось короны Людовика XV. Хотя в 1885 году Третья Французская республика, испытывая финансовые затруднения, продала некоторые драгоценные камни из короны, заменив их на стеклянные имитации.
В настоящее время хранится в Галерее Аполлона музея Лувр в Париже.